# 西園寺禧子
西園寺禧子（さいおんじ きし、藤原禧子（ふじわら の きし）、1303年（嘉元元年）—1333年11月19日（元弘3年十月十二）），鎌倉時代後期日本皇族。第96代後醍醐天皇中宮。北朝的女院号為礼成門院（れいせいもんいん），死後，南朝追贈後京極院（ごきょうごくいん）。
太政大臣西園寺實兼三女。長兄左大臣西園寺公衡、四兄今出川家初代·太政大臣今出川兼季、長姐伏見天皇中宮西園寺鏱子（永福門院）次姐龜山上皇之妃西園寺瑛子（昭訓門院）。
正和2年（1313年），與皇太子尊治親王（後醍醐天皇）結婚。文保2年（1318年）2月、尊治親王即位，4月女御宣下，元應元年（1319年）8月冊立為中宮。
元弘元年（1331年），元弘之變，後醍醐天皇被捕，元弘2年（正慶元年、1332年）3月天皇被流放隱岐，禧子在六波羅訣別。5月，北朝光嚴天皇女院号宣下称礼成門院，8月出家。
元弘3年（1333年）6月，後醍醐天皇回京，禧子的礼成門院稱号被廢，復位中宮，皇太后，十月十二日（11月19日）駕崩。享年31歲。同日，追贈後京極院。禧子死後，後醍醐天皇以後伏見天皇第一皇女珣子内親王為中宮。

## 所生皇子女
- 皇女（1314-?）
- 皇女：懽子内親王（宣政門院、1315-1362） - 光嚴天皇後宮